# TV Total

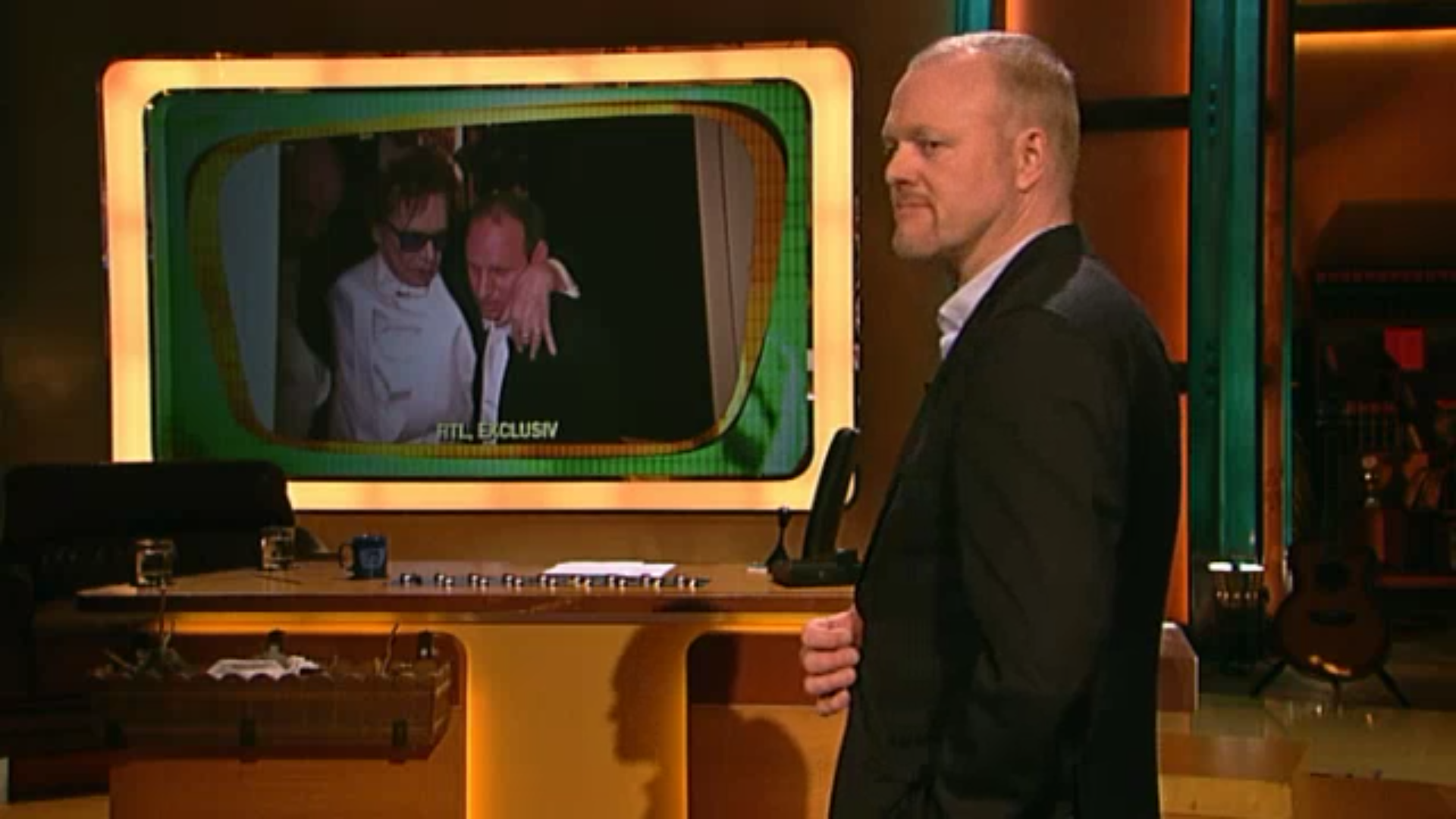
TV Total en 2015

TV total est une émission humoristique, semblable aux talk-shows américains style "Late Show" de David Letterman, de la chaine privée allemande ProSieben.
Depuis 2021, « TV total » est à nouveau diffusée avec le nouveau présentateur Sebastian Pufpaff.

## Historique
Elle est présentée par Stefan Raab, pourtant elle se distingue des autres formats de télévisions par la présentation d'extraits d'émissions qui montrent des gens (dans des situations) ridicules. En outre, M. Raab utilise des boutons afin de montrer des petits clips (p. e. une présentatrice d'émission call- in vomissant). De plus, Stefan Raab dispose d'un "stagiaire de show" (Elton) qui a en premier lieu apparu dans des clips hors de studio. Après, il devait aussi faire entre autres des "preuves de jungle". Depuis 2006 Elton présente "l'émission dans l'émission" "Blamieren oder kassieren" (allemand pour "se rendre ridicule ou encaisser").
Un autre highlight de la show, c'est que la scène contient une partie, sur laquelle se trouve le bureau de M. Raab et les deux fauteuils pour les invités, qui peut être bougée par joystick.
Le 17 juin 2015 Stefan Raab a officiellement annoncé la fin de sa carrière et donc de TV Total pour fin 2015.

## Émissions dérivées

### Wok WM
La Wok WM (« Championnat mondial de Wok ») est né originellement dans l'émission allemande Wetten, dass..? où Stefan Raab était invité en 2003. Il y avait offert de compléter le parcours de bobsleigh à Winterberg (Sauerland, Allemagne) dans un wok à condition que le candidat perde son pari. Bien que ce candidat ait gagné son pari, Raab a complété le parcours. Cet événement a été le point de départ du premier « Championnat mondial de Wok » à Winterberg. Depuis, il y a eu cinq championnats au total, dont deux ont eu lieu à Winterberg et trois à Innsbruck (Autriche). Le 8 mars 2008, il a été disputé à Altenberg (Saxe). En 2009, retour à la source puisque le Wok WM sera à nouveau sur la piste de Winterberg.
Les participants sont souvent des célébrités de la télévision allemande, mais aussi des héros sportif et musicaux. Ainsi, Georg Hackl, le lugeur le plus couronné du monde figure parmi les concurrents de Raab.
Il n'y a aucune règle fixe. Par exemple, des poêles ont été réchauffées plusieurs fois par des athlètes pour prévenir leur engourdissement. De plus, il y a quelques cas où des participants ont ajouté des poids dans leurs costumes protecteurs, massifs du fait des hautes vitesses atteintes, pour améliorer le temps de descente.
Ce spectacles a intéressé plusieurs millions de téléspectateurs.

### Bundesvision Song Contest
Après la défaite décevant chez le concours Eurovision Stefan Raab inventait l'émission Bundesvision Song Contest dans laquelle des artistes allemandes se présente avec succès.

### TV total Turmspringen
TV total Turmspringen est une compétition dont les participants font des plongeons dans des disciplines différentes par exemple le plongeon syncro. L'émission a déjà été présentée quatre fois à des millions de téléspectateurs.